# Оом, Анна Фёдоровна
Анна Фёдоровна Фурман-Оом (урожденная Фурман; 1791—1850) — главная надзирательница петербургского Воспитательного дома, впоследствии Сиротского института.
Сестра сенатора Романа Фёдоровича Фурмана и декабриста Андрея Фёдоровича Фурмана.

## Биография
В семье саксонского агронома Фридриха Антона Фурмана, служившего в России и Эмилии Энгель (сестры Ф. И. Энгеля) было четыре сына и три дочери. Третья, самая младшая дочь Анна Фурман родилась 22 февраля (5 марта) 1791 года под Москвой, по разным сведениям — в селе Назарьеве или в селе Богородском.
Под руководством родителей, затем (по смерти матери) бабки E. К. Энгель и, наконец, в доме известного мецената Алексея Николаевича Оленина Оом получила прекрасное воспитание и образование и в совершенстве изучила несколько иностранных языков.

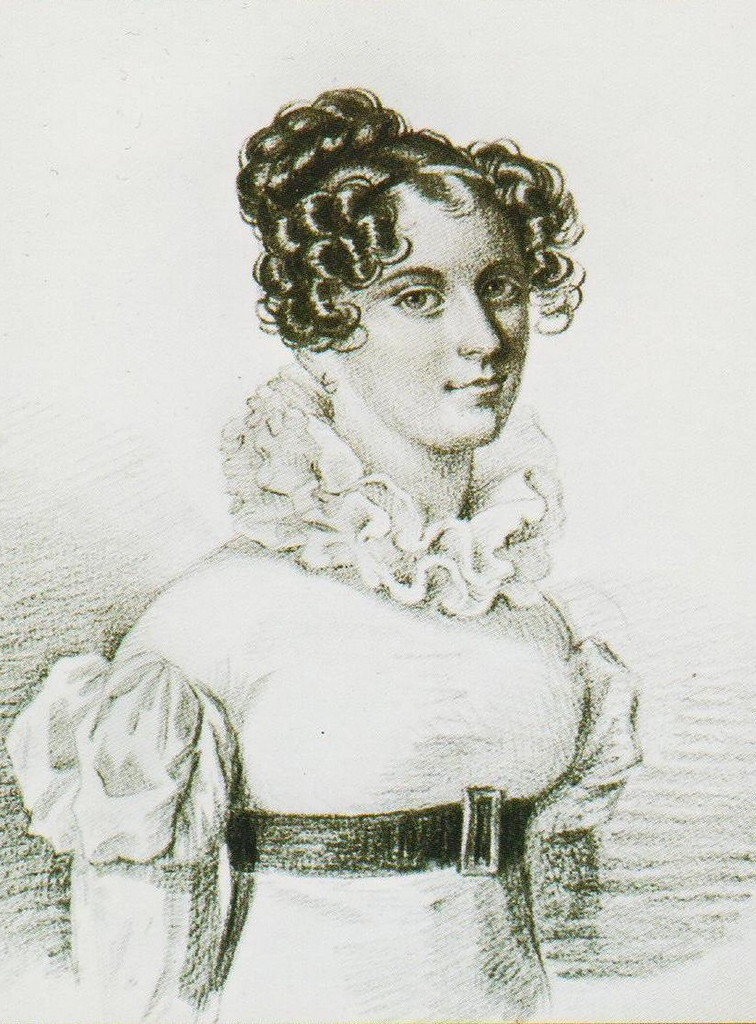
Анна Фурман
(художник Карл Гампельн)

У Олениных она имела возможность познакомиться с известными русскими писателями; ещё ребёнком она была любимицей Державина и И. А. Крылова. Николай Иванович Гнедич был её учителем. Красота и прекрасные качества ее ума и сердца снискали ей немало поклонников; в нее был влюблен русский поэт Константин Батюшков и даже сделал ей предложение, но брак не состоялся (Оленины и Е. Ф. Муравьёва поддерживали этот союз, но в юной Анне Батюшков увидел скорее покорность любимой девушки перед опекунами и благородно отказался от своих намерений); к ней не раз обращался поэт в своих стихотворениях (См. «Воспоминания»: «…Твой образ я таил в душе моей залогом») и письмах; не было принято ею и предложение Н. И. Гнедича.
На 25 году жизни ей пришлось покинуть дом Олениных и по воле отца ехать с ним в Дерпт, где некоторым напоминанием литературной атмосферы салона Олениных служило ей общество Жуковского; из Дерпта Фурманы скоро переехали в Ревель, где в 1821 году Анна Фёдоровна Фурман вышла замуж за богатого коммерсанта Вильгельма-Адольфа (Адольфа Адольфовича) Оома (1791—1827), который, впрочем, скоро разорился, и семейство Оом переехало в Санкт-Петербург. Здесь, благодаря содействию Олениных, А. Ф. Оом получила место преподавательницы в пансионе Гельмерсен. В 1827 году её муж умер, оставив на её попечении четверых детей; в тот же год Оленины выхлопотали ей место главной надзирательницы Санкт-Петербургского воспитательного дома (с 30 апреля 1827 года); в этой должности она оставалась и после переименования воспитательного дома в Сиротский институт.
Умерла 7 (19) октября 1850 года. Была похоронена на Смоленском евангелическом кладбище.
Воспоминания современников говорят о ней в самых тёплых и сердечных выражениях.
Сын, Фёдор Оом, сделал придворную карьеру. В потомстве Анны Оом выделяются двое её внуков, сыновья её дочери Маргариты Елизаветы — министр финансов Российской империи Эдуард Плеске и академик Петербургской академии наук Фёдор Плеске.